# دون کارلوس
دون کارلوس (انگلیسی: Don Carlos) اپرای بزرگ در ۵ پرده از جوزپه وردی، مصنف و آهنگساز ایتالیایی است که به زبان فرانسه نوشته شده و نویسندگان آن کامیل دو لوکل و ژوزف مری می‌باشند. این اپرا بر پایه نمایشنامه دون کارلوس اثر فردریک شیلر نوشته شده است. این اپرا تحت ترجمه ایتالیایی، معمولاً تحت عنوان دون کارلو شناخته می‌شود. این داستان سرگذشت دون کارلوس، شاهزاده اسپانیایی و عشق او به دختری است که می‌بایست همسر او می‌شد اما نامادری او می‌شدد. در این نمایشنامه دو احساس از ارجمندترین احساسات بشری، یعنی عشق و دوستی، به بهترین صورت نماینده شده است و جا دارد که بر پیشانی آن، این بیت معروف شاعر آلمانی، اشتورم، را با حروف طلا بنویسند که «زیبایی سحرانگیز جوانی لبخند زنان ابدالدهر بر جبین تو جلوه گر خواهد بود.»
اولین اجرا به زبان ایتالیایی در کاونت گاردن لندن در ژوئن ۱۸۶۷ اجرا شد. اولین اجرا در ایتالیا در بولونیا در اکتبر ۱۸۶۷ و همچنین ترجمه ایتالیایی بود. پس از برخی اصلاحات توسط وردی، در نوامبر/دسامبر ۱۸۷۲ به زبان ایتالیایی در ناپل اجرا شد. وردی همچنین مسئول یک چهار پرده کوتاه «نسخه میلانی» بود که در آن قسمت اول حذف شد و باله حذف شد (در ژانویه در میلان اجرا شد. ۱۸۸۴ در ترجمه ایتالیایی) اما ظاهراً یک «نسخه مودنا» پنج پرده ای را تأیید کرد که در آن قسمت اول بازسازی شد اما باله هنوز حذف شد (در دسامبر ۱۸۸۶ در مودنا اجرا شد، همچنین با ترجمه ایتالیایی).در حوالی سال ۱۹۷۰، بخش‌های قابل توجهی از موسیقی قطع شده قبل از اجرا در آرشیو پاریس کشف شد که حداقل یک نسخه دیگر را به وجود آورد که می‌توان آن را به وردی نسبت داد: نسخه‌ای که او برای اپرای پاریس در سال ۱۸۶۶ آماده کرد، قبل از هر گونه برش. هیچ اپرای وردی دیگری در این همه نسخه معتبر وجود ندارد. در طول کامل خود (شامل باله و برش‌های انجام شده قبل از اجرای اول)، شامل نزدیک به چهار ساعت موسیقی است و طولانی‌ترین اپرای وردی است.

## مضامین و شخصیت‌ها
عشق، سیاست و مذهب:
«دون کارلوس» به بررسی مضامین پیچیده‌ای مانند عشق ممنوع، دسیسه‌های سیاسی و تعارض بین قدرت کلیسا و دولت می‌پردازد. شخصیت‌هایی مانند فیلیپ دوم، الیزابت والوا و دون کارلوس، نمادهایی از این تضادها هستند.
شخصیت‌های کلیدی:
- دون کارلوس: شاهزاده‌ای سرکش و عاشق‌پیشه.[۴]
- الیزابت والوا: ملکه اسپانیا و معشوقه دون کارلوس.[۴]
- فیلیپ دوم: پادشاه مقتدر و پدر دون کارلوس.[۴]

## سبک موسیقی
اپرای بزرگ فرانسوی:
«دون کارلوس» در سبک اپرای بزرگ فرانسوی نوشته شده است، با صحنه‌های باشکوه، ارکستراسیون غنی و استفاده از باله. موسیقی وردی در این اپرا، ترکیبی از ملودی‌های ایتالیایی و عناصر دراماتیک فرانسوی است.

## میراث
«دون کارلوس» به عنوان یکی از شاهکارهای وردی شناخته می‌شود و همواره در رپرتوار اپراهای جهان جایگاه ویژه‌ای داشته است. این اپرا، به دلیل پیچیدگی‌های دراماتیک، موسیقی قدرتمند و شخصیت‌های چندبعدی، مورد تحسین منتقدان و مخاطبان قرار گرفته است.

## نگارخانه

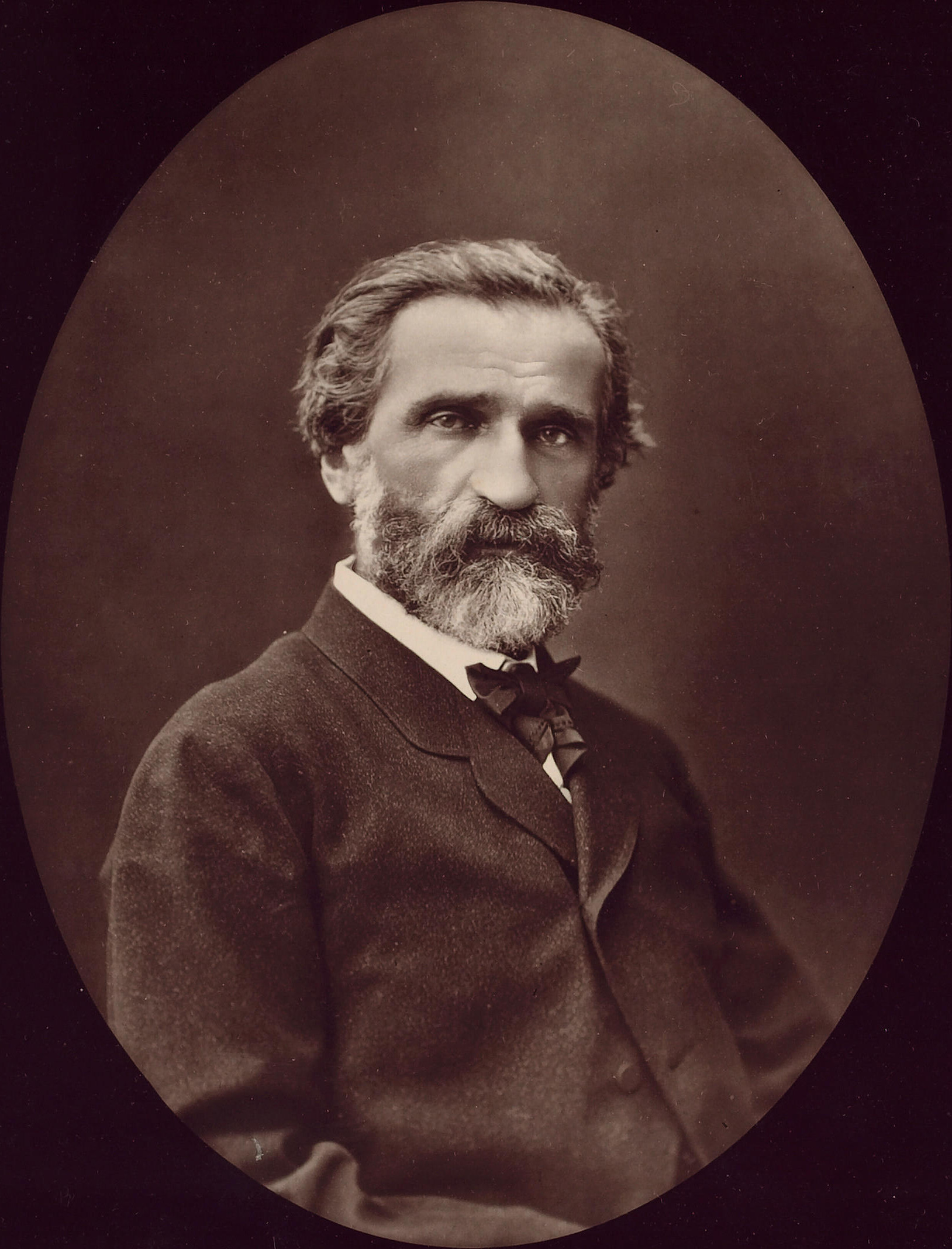
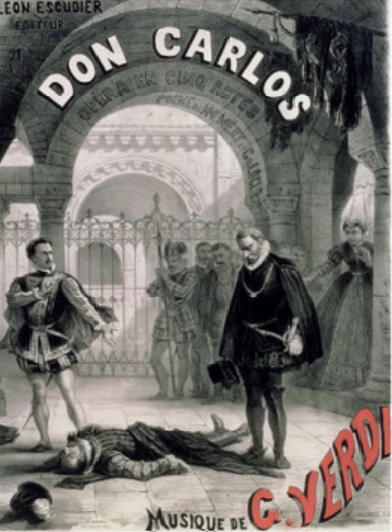
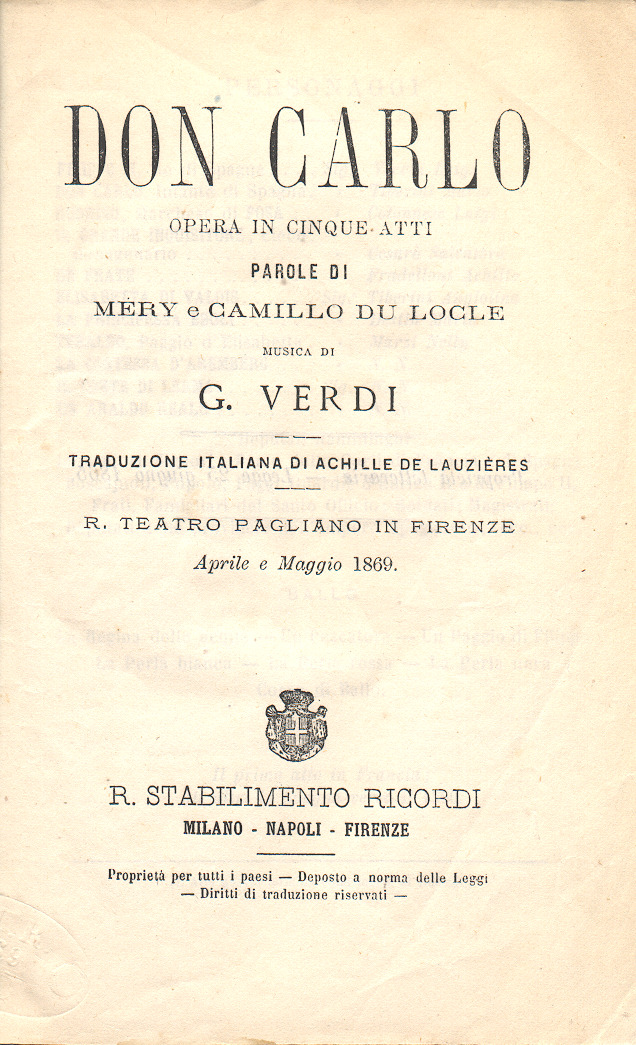
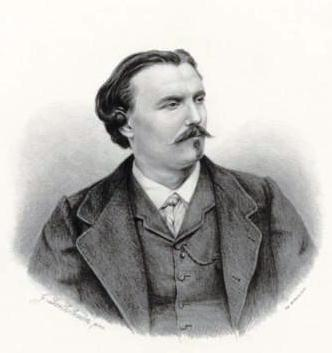
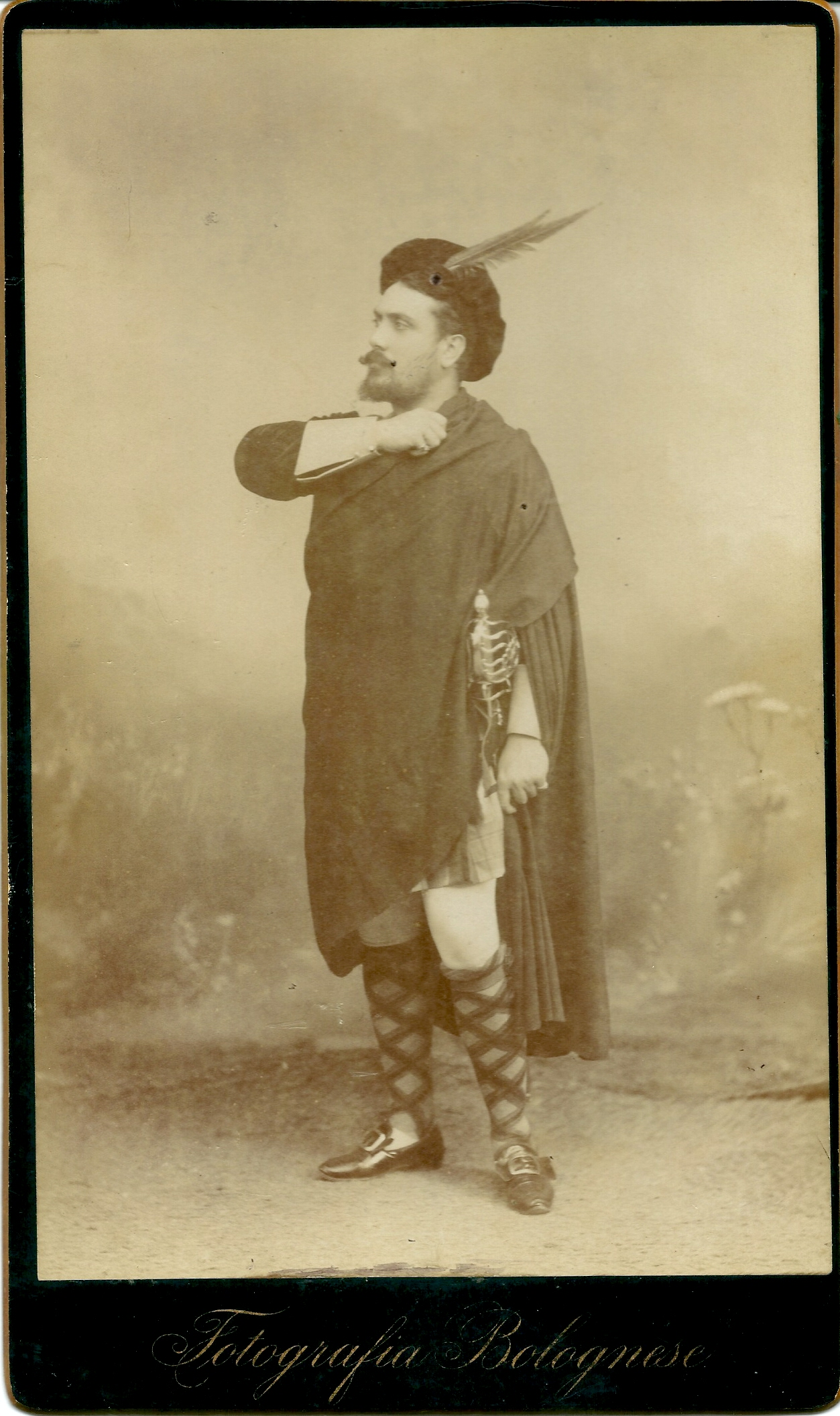
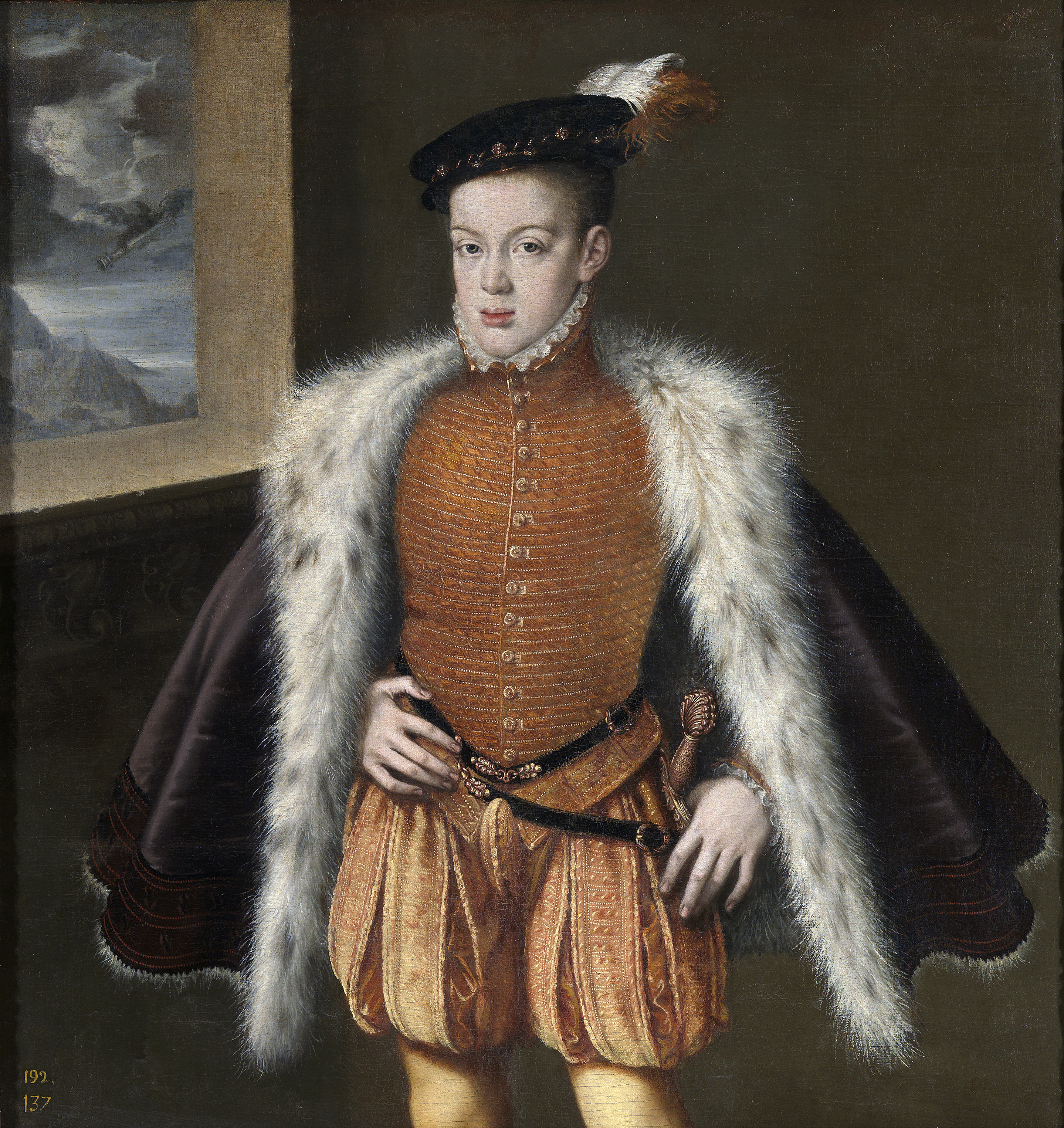
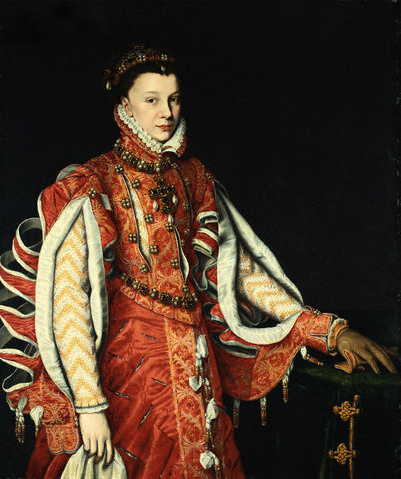
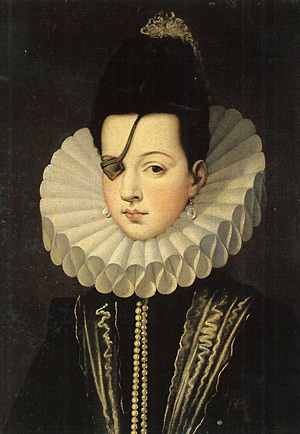
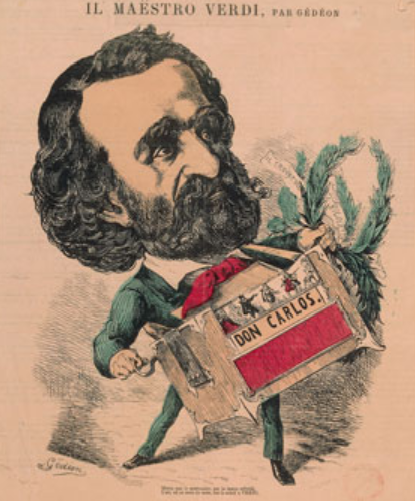